# هيتوشي ياماكاوا
هيتوشي ياماكاوا هو اقتصادي وسياسي ياباني، ولد في 20 ديسمبر 1880 في كوراشيكي في اليابان، وتوفي في 23 مارس 1958 بسبب سرطان البنكرياس. نشط حزبياً في الحزب الشيوعي الياباني.